# 비니시우스 두스 헤이스 마세두
비니시우스 두스 헤이스 마세두(브라질 포르투갈어: Vinicius dos Reis Macedo, 2002년 11월 19일~)는 브라질의 축구 선수이다.

## 참고 문헌
- “KFA 통합경기정보 시스템”. 대한축구협회.
- “K리그 데이터 포털”. 한국프로축구연맹.
- “양평 FC 선수 명단”. 《앵퍙 FC》. 양평에프씨.